# Aliança Armènia
Aliança Armènia (en armeni: Հայաստան դաշինք, HD) és una aliança política armènia. Va ser fundada l'any 2021 i actualment està dirigida per l'expresident d'Armènia Robert Kocharyan.

## Història
Durant les protestes armènies de 2020-21, Robert Kocharyan va avalar el Moviment de Salvació de la Patria, una aliança política que demanava la dimissió del primer ministre Nikol Pashinyan. Kocharyan va anunciar més tard que tornaria a entrar en política amb la fundació d'una nova coalició. L'Aliança Armènia va celebrar la seva cerimònia de fundació a Erevan el 9 de maig de 2021 i estava formada per la Federació Revolucionària Armènia i el Renaixement d'Armènia, dirigida per Robert Kocharyan que es va mantenir apartidista.
L'aliança havia confirmat que participaria a les eleccions parlamentàries armènies de 2021. El Partit Una Armènia va anunciar que nominaria un sol candidat per participar en les eleccions com a part de l'Aliança d'Armènia.
Després de les eleccions de 2021, l'aliança va aconseguir el 21,1% dels vots i 29 escons a l'Assemblea Nacional i es va convertir en l'oposició oficial. Robert Kocharyan, que encapçalava la llista electoral de l'aliança, va declinar ocupar el seu escó. Seyran Ohanyan va ser elegit per liderar la facció de l'aliança al parlament.
El 4 de juliol de 2022, Arthur Ghazinian, líder del Partit Una Armènia, va anunciar que renunciava al seu escó parlamentari de la facció. El 29 de novembre de 2022, els membres del parlament de Renaixement d'Armènia van decidir cessar els seus càrrecs a l'Assemblea Nacional.

Abans de les eleccions a l'Ajuntament d'Erevan de 2023, l'Aliança Armènia i Robert Kocharyan van avalar l'Aliança Mare Armènia i Andranik Tevanyan com a alcalde. Tevanyan era un antic membre del parlament de l'Aliança Armènia, però va renunciar per presentar-se a les eleccions municipals. Després de les eleccions, l'Aliança va guanyar 12 escons al Consell de la ciutat.

## Ideologia
L'aliança pretén desenvolupar els interessos nacionals de l'estat, dur a terme una política exterior orientada a la protecció i seguretat d'Armènia i aturar el declivi socioeconòmic. L'aliança recolza la recerca d'alts nivells de desenvolupament, la prevenció d'una nova onada d'emigració massiva i la creació de les bases necessàries per a una pau duradora a la regió del sud del Caucas.
L'aliança també recolza el manteniment de la integritat territorial i l'autodeterminació d'Artsakh, la protecció de les fronteres d'Armènia, la lluita contra la corrupció, la millora de la qualitat de la vida pública i el suport a les activitats de l'Església Apostòlica Armènia.
L'aliança dona suport a prohibir o restringir severament les activitats de les organitzacions no governamentals i humanitàries a Armènia que reben finançament estranger.

## Resultats electorals

### Eleccions parlamentàries
| Elecció | Vots    | %     | Escons   | +/– | Pos. | Govern   |
| ------- | ------- | ----- | -------- | --- | ---- | -------- |
| 2021    | 269.481 | 21/11 | 29 / 107 | 29  | 2n   | Oposició |